# Eggegrund och Gråsjälsbådan
Eggegrund och Gråsjälsbådan este o arie protejată (arie specială de conservare — SAC, sit de importanță comunitară — SCI, arie de protecție specială avifaunistică — SPA) din Suedia întinsă pe o suprafață de 713,8 ha, integral pe uscat.

## Localizare
Centrul sitului Eggegrund och Gråsjälsbådan este situat la coordonatele 60°43′42″N 17°30′22″E / 60.7282°N 17.5062°E.

## Înființare
Situl Eggegrund och Gråsjälsbådan a fost declarat arie de protecție specială avifaunistică în decembrie 1996 pentru a proteja 7 specii de animale. Alte tipuri de protecție:
- sit de importanță comunitară (în ianuarie 1998)
- arie specială de conservare (în martie 2011)[1][3][4]

## Biodiversitate
Situată în ecoregiunile boreală și marină baltică, aria protejată conține 7 habitate naturale: Vegetație perenă pe țărmurile stâncoase, Liziere de ierburi înalte hidrofile de câmpie și de nivel montan până la alpin, Pajiști uscate seminaturale și facies de acoperire cu tufișuri pe substraturi calcaroase (Festuco-Brometalia) (* situri importante pentru orhidee), Taiga vestică, Păduri naturale în etape succesive primare ale suprafețelor emergente de coastă, Formațiuni de Juniperus communis pe lande sau pajiști calcaroase, Insulițe și insule mici din Baltica boreală.
La baza desemnării sitului se află mai multe specii protejate de  păsări (7): Branta leucopsis, muscar (Ficedula parva), pescăruș negricios (Larus fuscus), gușă albastră (Luscinia svecica), chiră de baltă (Sterna hirundo), Sterna paradisaea, silvie porumbacă (Sylvia nisoria).